# Kinel
Kinel (russisch Кинель) ist eine Stadt in der Oblast Samara (Russland) mit 34.491 Einwohnern (Stand 14. Oktober 2010).

## Geografie
Die Stadt liegt etwa 40 km östlich der Oblasthauptstadt Samara bei der Mündung des Großen Kinel (Bolschoi Kinel) in die Samara, einen linken Nebenfluss der Wolga.
Kinel ist der Oblast administrativ direkt unterstellt, bildet einen eigenen Stadtkreis und ist zugleich Verwaltungszentrum eines nach ihm benannten Rajons, wobei die Stadt selbst nicht zum Rajon gehört. Zum Stadtkreis gehören weiterhin die Siedlungen städtischen Typs Alexejewka (10.411 Einwohner) und  Ust-Kinelski (9.988 Einwohner) verwaltet, sodass die Gesamteinwohnerzahl des Stadtkreises 54.890 beträgt (Volkszählung 2010).
Die Stadt liegt am südlichen Zweig der Transsibirischen Eisenbahn Moskau–Samara–Tscheljabinsk–Omsk (Streckenkilometer 1139 ab Moskau), von der hier die Strecke Richtung Orenburg–Taschkent abzweigt. In Kinel befindet sich auch der östliche Endpunkt der 1970 eröffneten Güterumgehungsstrecke um Samara.

## Geschichte
In der Nähe der heutigen Stadt wurde 1837 ein erstes Dorf gegründet. 1877 wurde die Eisenbahnstrecke Samara–Orenburg hier entlanggeführt; eine Stationssiedlung entstand, benannt nach dem unweit in die Samara mündenden Fluss. 1892 wurde Kinel als Ausgangspunkt einer Strecke zunächst bis Slatoust (Samara-Slatouster Eisenbahn) gewählt, die wenig später bis Tscheljabinsk verlängert wurde und die Grundlage für die ursprüngliche Streckenführung der Transsibirischen Eisenbahn bildete.
Stationssiedlung und umliegende Dörfer verschmolzen allmählich miteinander; am 30. Januar 1930 erhielt Kinel den Status einer Siedlung städtischen Typs und am 16. März 1944 das Stadtrecht.

### Bevölkerungsentwicklung
| Jahr | Einwohner |
| ---- | --------- |
| 1897 | 1.700     |
| 1939 | 17.034    |
| 1959 | 32.447    |
| 1970 | 39.373    |
| 1979 | 42.051    |
| 1989 | 33.412    |
| 2002 | 34.385    |
| 2010 | 34.491    |

Anmerkung: Volkszählungsdaten (1897 gerundet)

## Kultur, Bildung und Sehenswürdigkeiten
In der zur Stadt gehörenden Siedlung Ust-Kinelski befindet sich die 1903 gegründete Staatliche Samaraer Landwirtschaftsakademie (Hochschule und Forschungsinstitut).

## Wirtschaft
Kinel ist ein bedeutender Eisenbahnknotenpunkt (Depot, Werkstätten usw.). Daneben gibt es Betriebe der Textil-, Möbel-, Baumaterialien- und Lebensmittelindustrie. Kinel ist Zentrum eines Landwirtschaftsgebietes.